# Artediellus scaber
Artediellus scaber es una especie de pez del género Artediellus, familia Cottidae. Fue descrita científicamente por Knipowitsch en 1907.
Se distribuye por el Atlántico Nororiental: parte sureste del mar de Barents, hacia el este desde el mar de Kara hasta la parte norte del mar de Bering. La longitud total (TL) es de 8,4 centímetros. Habita en fondos de arena y lodo, principalmente en aguas salobres y su dieta se compone de pequeños invertebrados. Puede alcanzar los 290 metros de profundidad.
Está clasificada como una especie marina inofensiva para el ser humano.